# Malese Jow
Elizabeth Malese Jow (Tulsa, 18 febbraio 1991) è un'attrice e cantante statunitense.
È più nota per il suo ruolo di Geena Fabiano nella serie di Nickelodeon Unfabulous, per aver interpretato Anna nella serie televisiva The Vampire Diaries, e per il ruolo di Lucy Stone nella serie TV Big Time Rush.

## Carriera
Malese Jow, all'età di 6 anni, è apparsa su Barney e Dellaventura, ma la sua carriera di attrice si è accesa quando ha ottenuto il ruolo di Geena Fabiano nella serie televisiva Unfabulous accanto a Emma Roberts. Geena era la migliore amica della cantante diva Addie, ossessionata dalla moda e dal disegnare vestiti. La sitcom è durata tre stagioni e la Jow si guadagnò numerose candidature agli Young Artist Award.
Quando la sitcom finì nel 2007, Malese è apparsa in Bratz: The Movie come Quinn e come guest star nei Maghi di Waverly, dove interpretava il ruolo della famosa attrice, Ruby Donahue. Nel 2008 ha partecipato come ospite al The Young and the Restless come Hannah, e nel 2009 ha interpretato un ruolo in iCarly, un'altra popolare serie su Nickelodeon. Nello stesso anno ha recitato in La vita segreta di una teenager americana come Gail e nello show Disney Hannah Montana come Rachel. Ha anche fatto un cameo nel film Aliens in the Attic con Ashley Tisdale, Carter Jenkins e Robert Hoffman.
Nel 2010, Malese Jow è apparsa nella prima stagione di The Vampire Diaries a fianco di Nina Dobrev, Paul Wesley e Ian Somerhalder, dove ha interpretato Anna, un vampiro che sembra avere cattive intenzioni, ma che in realtà vuole solo riavere indietro sua madre. Ha anche partecipato ai film You're So Cupid! e The Social Network, e come guest star nella serie Leverage. Nel 2011 compare nel videoclip musicale Time Bomb del gruppo pop-punk statunitense All Time Low e nella serie televisiva di Nickelodeon Big Time Rush, dove ha interpretato Lucy Stone fino alla conclusione della serie nel 2013. 

## Vita privata
Nata a Tulsa, Oklahoma, Malese Jow si trasferì in California con la madre e i fratelli quando aveva 9 anni. Suo padre è cinese americano, mentre sua madre è caucasica con patrimonio Cherokee. Ha una sorella e due fratelli più giovani.

## Carriera musicale

### Singoli
- Caught up in you
- Mista DJ
- Where you Belong Feat Joe Jonas
- Go Go
- Left Waiting
- Hey Oh
- No Better
- Red Light
- You Had It All
- You Left Me In The Air

## Filmografia

### Cinema
- Bratz, regia di Sean McNamara (2007)
- Alieni in soffitta (Aliens in the Attic), regia di John Schultz (2009)
- You're So Cupid!, regia di John Lyde (2010)
- The Social Network, regia di David Fincher (2010)
- Plastic, regia di Julian Gilbey (2014)
- Escape Plan 3 - L'ultima sfida (Escape Plan: The Extractors), regia di John Herzfeld (2019)

### Televisione
- Barney & Friends – serie TV, episodio 4x03 (1997)
- Dellaventura – serie TV, episodio 1x10 (1997)
- Next Big Star – serie TV, 5 episodi (2001-2002)
- The Brothers Garcia – serie TV, episodio 4x04 (2003)
- Unfabulous – serie TV, 41 episodi (2004-2007)
- I maghi di Waverly (Wizards of Waverly Place) – serie TV, episodio 1x09 (2007)
- Mother Goose Parade, regia di Jillian Hanson-Cox – film TV (2007)
- Amarsi (The Young and the Restless) – serie TV, episodi 1x8992-1x8993 (2008)
- iCarly – serie TV, episodio 2x11 (2009)
- La vita segreta di una teenager americana (The Secret Life of the American Teenager) – serie TV, episodio 1x22 (2009)
- Hannah Montana – serie TV, episodi 3x18 - 3x19 (2009)
- Big Time Rush – serie TV, 13 episodi (2011-2013)
- The Vampire Diaries – serie TV, 17 episodi (2010-2011)
- Leverage - Consulenze illegali (Leverage) – serie TV, episodio 3x08 (2010)
- The Troop – serie TV, 14 episodi (2011)
- Desperate Housewives - I segreti di Wisteria Lane (Desperate Housewives) – serie TV, episodio 7x21 (2011)
- Shelter, regia di Liz Friedlander – film TV (2012)
- CSI: Miami – serie TV, episodio 10x12 (2012)
- Castle – serie TV, episodio 6x15 (2014)
- Star-Crossed – serie TV, 10 episodi (2014)
- Morte presunta in Paradiso (Presumed Dead in Paradise), regia di Mary Lambert (2014)
- The Flash – serie TV, 7 episodi (2015)
- Le sorelle dello sposo (Sisters of the Groom), regia di Bradford May – film TV (2016)
- The Shannara Chronicles – serie TV, 10 episodi (2017)

### Doppiatrice
- Invincible – serie animata, 8 episodi (2021)

## Doppiatrici italiane
Nelle versioni in italiano delle opere in cui ha recitato, Malese Jow è doppiata da:
- Letizia Scifoni in The Vampire Diaries, Castle, Bratz
- Joy Saltarelli in The Flash, The Shannara Chronicles
- Domitilla D'Amico in Desperate Housewives (ep. 7x21)
- Marcella Silvestri in Unfabulous
- Loretta Di Pisa in iCarly
- Eleonora Reti in Hannah Montana
- Eva Padoan in Leverage - Consulenze illegali
- Erica Necci in  CSI: Miami
- Lucrezia Marricchi in Star-Crossed
- Gemma Donati in Big Time Rush
- Elisabetta Spinelli in Escape Plan 3 - L'ultima sfida
- Emanuela Ionica in NCIS: Los Angeles (ep. 7x11, 7x22)
- Rossa Caputo in NCIS: Los Angeles (ep. 9x15, 11x06)